# Astragalus chingoanus
Astragalus chingoanus es una especie de planta del género Astragalus, de la familia de las leguminosas, orden Fabales.
Fue descrita científicamente por R. V. Kamelin.